# فرانك دون
فرانك دون (بالإنجليزية: Frank Dunne)‏ هو رسام ورسام كارتون أسترالي، ولد في 1898، وتوفي في 23 ديسمبر 1937.